# Бесконечность (фильм, 1996)
«Бесконечность» (или «Бесконечная любовь», англ. Infinity) — американский фильм 1996 года Мэттью Бродерика, также сыгравшего в нём главную роль. Картина снята по автобиографическим книгам нобелевского лауреата физика Ричарда Фейнмана.

## Сюжет
Фильм начинается в 1924 году с того, что Ричард и его отец Мелвилл гуляют по парку, где Мелвилл научно объясняет сыну физические явления. В 1934 году Ричард и Арлин учатся в средней школе и у них начинаются романтические отношения. В колледже у Арлин проявляется болезнь лимфатических узлов. Затем сюжет переносится в Лос-Аламос, где работает Ричард, и в госпиталь в Альбукерке, где лежит Арлин…

## В ролях
- Мэттью Бродерик / Джеффри Форс — Ричард Фейнман
- Патрисия Аркетт — Арлин Гринбаум
- Питер Ригерт — Мелвилл Фейнман
- Дэвид Дрю Галлахер — Гарольд
- Раффи ди Блазио — Роберт
- Джош Китон — Дэвид
- Джеймс Хонг — продавец со счётами
- Кристин Даттило — Джоан Фейнман

## Критика
На агрегаторе рецензий Rotten Tomatoes рейтинг одобрения составляет 62 %. Роджер Эберт наградил фильм 3 звездами из 4. Леонард Мальтин 2,5 звезды из 5.

## Дополнительные факты
- Мишель Фейнман, приёмная дочь Ричарда и Гвинет Фейнман, сыграла в фильме маленькую роль девушки в поезде.